# Shahab Gordan
Shahab Gordan (en persa: شهاب گردان‎, Juybar, Irán; 22 de mayo de 1984) es un futbolista de Irán que juega en la posición de guardameta con el Foolad FC de la Iran Pro League.

## Carrera

### Club
| Periodo   | Club                  |
| --------- | --------------------- |
| 2004-2005 | FC Nassaji Mazandaran |
| 2005-2009 | FC Aboomoslem         |
| 2009-2012 | Zob Ahan FC           |
| 2012–2013 | Persepolis FC         |
| 2013–2016 | Sepahan FC            |
| 2016–2018 | Padideh FC            |
| 2018–2019 | Sanat Naft Abadan FC  |
| 2019–2020 | Foolad FC             |
| 2020–2022 | Zob Ahan FC           |
| 2022–     | Foolad FC             |

### Selección nacional
Jugó para Irán en tres ocasiones de 2010 a 2012 y participó en la Copa Asiática 2011.

## Logros
- Iran Pro League (1): 2014–15
- Copa Hazfi (1): 2012–13